# Ахалхибула
Ахалхибула (груз. ახალხიბულა) — село в Грузии, на территории Хобского муниципалитета края (мхаре) Самегрело-Верхняя Сванетия.

## География
Село находится в западной части Грузии, в междуречье Хобисцкали и Чанисцкали, на расстоянии приблизительно 14 километров (по прямой) к северо-востоку от города Хоби, административного центра муниципалитета. Абсолютная высота — 87 метров над уровнем моря.

## Население
По результатам официальной переписи населения 2014 года, в Ахалхибуле проживало 395 человек (212 мужчин и 183 женщины). В национальной структуре населения грузины составляли 100 %.
| Год  | Население, человек |
| ---- | ------------------ |
| 2002 | 563                |
| 2014 | ↘ 395              |